# Видрна
Видрна (слч. Vydrná) насељено је мјесто са административним статусом сеоске општине (слч. obec) у округу Пухов, у Тренчинском крају, Словачка Република.

## Становништво
| Година:    | 1994. | 2004.   | 2014.   | 2024.    |
| ---------- | ----- | ------- | ------- | -------- |
| Број људи: | 361   | 346     | 333     | 252      |
| Разлика:   |       | -4,15 % | -3,75 % | -24,32 % |

| Година:    | 2023. | 2024.   |
| ---------- | ----- | ------- |
| Број људи: | 260   | 252     |
| Разлика:   |       | -3,07 % |

Према подацима о броју становника из 2024. године насеље је имало 252 становника.